# Debian GNU/w32
Debian GNU/w32 (nebo také Debian GNU/Win32) byl port prostředí a funkcionality operačního systému Debian GNU/Linux, který byl určen pro jakoukoliv implementaci win32. Mezi některé z těchto implementací win32 patří systémy, které jsou zdarma (například Wine, ReactOS, ...), a nebo jsou komerční (Microsoft Windows, IBM OS/2). Projekt zahrnoval přenesení prostředí operačního systému Debian GNU/Linux primárně do POSIX prostředí Cygwin. Nový port měl zahrnovat standardní nástroje specifické pro Debian:
- dpkg ve verzi pro POSIX prostředí Cygwin
- kompletní základní systém Debian GNU/Linux přenesený do POSIX prostředí Cygwin

## Historie
Proč vzniknul port Debian GNU/w32 (Debian GNU/Win32):
- Důvodem bylo přenesení prostředí a funkcionality Debian GNU/Linux do POSIX prostředí Cygwin na platformě Microsoft Windows tak, aby uživatelé a vývojáři měli na této platformě k dispozici nástroje a aplikace, na které jsou zvyklí z prostředí Debian GNU/Linux.

## Komponenty
Základní systémové komponenty obsahovaly GNU Compiler Collection (GCC), GNU C Library (glibc) a GNU Core Utilities (coreutils), ale také GNU Debugger (GDB), GNU binutils (binutils), Bash (příkazový shell). Port měl být k dispozici pro procesorovou platformu Intel (w32-i386 nebo win32-i386). Port nebyl nikdy uvolněn a následně byl jeho vývoj opuštěn.

## Vývojáři
Na vývoji portu Debian GNU/w32 (Debian GNU/Win32) se podíleli zejména:
- Mark Paulus
- Robert Millan
- Andrea Menucci

## Dodatek k portům Debian GNU/MinGW a Debian GNU/POSIX-2
Koncepčně byly rozpracovány ještě dva další obdobné porty prostředí Debian GNU/Linux na platformy Microsoft Windows a IBM OS/2:
- Debian GNU/MinGW – port s využitím vývojového prostředí MinGW (Minimalist GNU for Windows) pro Microsoft Windows
- Debian GNU/POSIX-2 – port s využitím vývojového prostředí POSIX/2 pro IBM OS/2

Oba projekty byly pouze ve fázi myšlenkových konceptů a vývojáři byly nakonec opuštěny. Vývoj obou portů se nikdy nedostal do fáze realizace. Oba uvedené porty měly být k dispozici pro procesorovou platformu Intel. Oficiální označení nebylo nikdy zavedeno. Lze ale předpokládat, že by byly tyto porty ve své době označeny jako mingw-i386 a posix2-i386 (případně posix-2-i386).

## Porty na jiná jádra
- Debian GNU/Linux – port na jádro Linux
- Debian GNU/kFreeBSD – port na jádro FreeBSD
- Debian GNU/Hurd – port na jádro GNU Hurd
- Debian GNU/NetBSD – port na jádro NetBSD
- Debian GNU/OpenBSD – port na jádro OpenBSD
- Debian GNU/MinGW – port s využitím vývojového prostředí MinGW (Minimalist GNU for Windows) pro Microsoft Windows
- Debian GNU/POSIX-2 – port s využitím vývojového prostředí POSIX/2 pro IBM OS/2
- Debian GNU/FreeDOS (nebo také Debian GNU/DJGPP) – port na jádro FreeDOS
- Debian GNU/Plan9 (nebo také Debian GNU/9front) – port na jádro Plan9
- Debian GNU/Beowulf – port na Beowulf cluster
- Debian GNU/OpenSolaris (nebo také Nexenta OS) – port na jádro OpenSolaris